# Зверинец (фильм, 1978)
«Зверинец» (англ. National Lampoon’s Animal House) — комедия режиссёра Джона Лэндиса. Мировая премьера состоялась 27 июля 1978 года в Нью-Йорке.
Фильм продюсировал Мэтти Симмонс из National Lampoon и Айван Райтман из Universal Pictures и был вдохновлен историями, написанными Крисом Миллером и опубликованными в National Lampoon. Эти истории были основаны на опыте Гарольда Рамиса в братстве Zeta Beta Tau (Вашингтонский университет в Сент-Луисе), Криса Миллера в братстве Alpha Delta Phi (Дартмутский колледж в Нью-Гэмпшире) и Айвана Райтмана в университете МакМастера в Гамильтоне.
Сюжет картины рассказывает о противостоянии двух студенческих братств в кампусе университета Фарбер. Картина оказалась одной из наиболее коммерчески успешных картин 1970-х и стала основой для нового комедийного жанра. Низкопробный юмор, вульгарные шутки оказали влияние на целое поколение картин в американском кинематографе.

## Сюжет
Действие картины происходит в 1962 году в вымышленном колледже Фабер. Первокурсники колледжа Лоуренс «Ларри» Крогер и Кент Дорфман не были приняты в престижное и чопорное студенческое братство Омега Тета Пи, состоящее из детей состоятельных семейств. Зато их охотно встретили в братстве Дельта Тау Хи, в которое входят шумные, весёлые, дружные студенты, доставляющие много хлопот преподавателям. Правда, из-за неоднократных нарушений правил поведения и низкой успеваемости «Дельты» на плохом счету у декана колледжа Вернона Уормера, мечтающего исключить беспокойных студентов.
Вернон договаривается со студентом Нидермайером, что тот ему будет доносить о всех проказах «Дельты», но те продолжают развлекаться, устраивая розыгрыши для Омега Тета Пи. Ночью они приводят в общежитие противников лошадь, которая случайно погибает. После неудачно проведённого для представителей Дельта теста Вернон предупреждает, что при следующем нарушении он выгонит беспокойное братство из кампуса. В ответ Дельта устраивает буйную «римскую» вечеринку в тогах. На празднество заглянула жена декана Вернона Мэрион и переспала с «Бобром» Стрэттоном. Дочь мэра города Клодетта едва не оказалась в таком же положении, но Ларри Крогер едва удержался от соблазна обесчестить мертвецки пьяную девушку. Ларри подбросил её домой в тележке из супермаркета.
Разразился скандал и был устроен студенческий суд, но обвиняемые гордо покинули помещение, отказываясь принимать участие в фарсе. Вернон в итоге приводит свои угрозы в исполнение, и представителей «Дельты» исключают из колледжа. В тот момент, когда понурые студенты «Дельты» не знают, как им дальше быть, «Блуто» произносит пламенную речь («когда немцы напали на Перл-Харбор …») и вдохновляет друзей на последний акт мести. Переоборудовав и оформив автомобиль как огромный торт, студенты «Дельты» тайно проникают на городской парад. Своим «тортом» бунтующие студенты превращают праздник в полный хаос и под конец таранят трибуну, на которой стоят отцы города, включая мэра и Вернона.
В концовке показано, что студенты «Дельты», в отличие от «Омеги», все добились успеха в жизни.

## Команда

### В ролях
| Актёр             | Роль                       |
| ----------------- | -------------------------- |
| Джон Белуши       | Джон «Блуто» Блутарски     |
| Тим Мэтисон       | Эрик «Бобер» Стрэттон      |
| Том Халс          | Ларри «Пинто» Крогер       |
| Стивен Фёрст      | Кент «Камбала» Дорфман     |
| Питер Ригерт      | Дональд «Бун» Шонстейн     |
| Брюс Макгилл      | Дэниел Симпсон Дэй «D-Day» |
| Джеймс Уиддоус    | Роберт Хувер               |
| Джеймс Даугнтон   | Грег Мармалард             |
| Марк Маткалф      | Дуглас Найдермайер         |
| Мэри Луиз Веллер  | Мэнди Пепперидж            |
| Марта Смит        | Бабс Дженсен               |
| Джон Вернон       | декан Вернон Уормер        |
| Верна Блум        | Мерион Уормер              |
| Дональд Сазерленд | Дэйв Дженнингс             |
| Кевин Бейкон      | Чип Дилер                  |
| Карен Аллен       | Кэти                       |

### Съёмочная группа
- Режиссёр — Джон Лэндис
- Продюсеры — Айван Райтман, Мэтти Симмонс
- Сценаристы — Гарольд Рамис, Дуглас Кенни, Крис Миллер
- Оператор — Чарльз Коррелл
- Композитор — Элмер Бернстайн
- Художники — Джон Дж. Ллойд, Дебора Нэдулмэн (по костюмам), Хэл Гаусман (по декорациям)
- Монтажёр — Джордж Фолси мл.

## Создание

### Сценарий
Замысел будущей комедии родился в редакции National Lampoon, известного американского юмористического журнала. Пика популярности издание достигло в середине 1970-х, став основой для целой комедийной франшизы: радиопередач, шоу и даже постановки на Бродвее «The National Lampoon Show». Один из режиссёров постановщиков шоу Рейтман, имел за плечами немалый опыт работы в малобюджетном кинематографе Канады. Он и стал инициатором и энтузиастом идеи поставить фильм. Основой для сценария стала передача «1964 High School Yearbook», пародирующая ежегодное издание, публикуемое по итогам учебного года большинством учебных заведений.
Первый вариант сценария был создан в 1976 году общими усилиями Айвена Рейтмана, Гарольда Рамиса, Дага Кеннеди и Криса Миллера. Рамис был известен по участию в комедийной передаче Chicago Second City. В передаче принимал участие актёр Джон Белуши, уже очень известный по шоу Saturday Night Live. «Под него» была написана центральная роль балагура «Блуто» Блутарски: «нечто среднее между Харпо Марксом и Коржиком». Сценарий родился по мотивам историй связанных с годами учёбы. Многие сотрудники журнала учились в самых престижных университетах страны и не понаслышке знали о веселой студенческой жизни в вузах лиги плюща. На сценарий оказала влияние классика кино: работы братьев Маркс и комедия Бастера Китона «Полицейские». Из-за неопытности сценаристы написали ознакомительный вариант для киностудии в 114 страниц (обычно он бывает не более 30 страниц). Увидев текст полный низкопробного и вульгарного юмора, представители студии Universal попросили переделать его несколько раз. После девятого варианта студия согласилась начать производство и выделила бюджет около $3 млн.

### Подбор актеров
Среди кандидатов на позицию режиссёра рассматривались Ричард Лестер и Боб Рейфелсон. Рейтман в итоге выбрал 27-летнего Джона Лэндиса, благодаря его низкобюджетной картине «Шлок» и, главным образом, комедии «Солянка по-кентуккийски». Смесь вульгарного юмора и переигрывания, «нарывающаяся» на негативную реакцию критики — как раз то, что искали продюсеры будущей комедии. Рейтман уговорил студию привлечь в картину на роль чудаковатого профессора английской литературы Дональда Сазерленда. Он стал самым высокооплачиваемым членом команды, получив гонорар $35 тыс. Сазерленд отказался от оплаты процентом от проката, о чём ему впоследствии осталось только пожалеть. Остальные актёры были малоизвестны, для многих картина стала дебютом на большом экране. Одним из кандидатов на роль «Бобра» Стрэттона был Чеви Чейз. Однако продюсер Мэтт Симмонс пришёл к выводу, что Чеви не лучшая кандидатура — нежелательно было делать из картины филиал шоу Saturday Night Live. Чеви понравилась роль, но, к счастью для создателей «Зверинца», актёру сделали ещё более интересное предложение в картине «Грязная игра». На негативную роль декана Уормера студия предлагала записных комиков Бадди Хаккета или Шики Грина. Режиссёр видел в данной роли актёра более драматического характера и предложил кандидатуру Джона Вернона.

### Производство
Съёмки картины прошли осенью 1977 года. Для производства использовался формат 35mm Spherical mono, с соотношением сторон 1,85 : 1. Создатели не могли себе позволить обычную работу в павильоне, и решили, что натуру дешевле будет найти в реальном кампусе учебного заведения. Основной локацией должен был стать Университет Миссури, но администрация учебного заведения, оценив сценарий как излишне фривольный, отказала. Затем производство было перенесено в Университет Орегона. Местное руководство согласилось частично сдать расположенный в Юджине уголок кампуса Университета кинематографистам за $20 тыс. Пригород Юджина, городок Коттедж Гроув стал местом съёмок финального парада. Университет Орегона поставил условие закончить производство в кампусе за 30 дней и то, что в кадрах фильма принадлежность локаций не должна быть опознана.
Производство прошло быстро и без особых эксцессов. Все время съемок творческая группа жила в общежитиях Университета, подчиняясь графику 6-дневной рабочей недели. Съёмки начались 24 октября и заняли всего 28 рабочих дней. Знаменитая сцена с вечеринкой в тогах была снята за 2 дня. В последний день актёры приехали на съёмочную площадку со своими чемоданами, студия не могла позволить и одного лишнего дня проживания в общежитии. Только Джон Белуши был вынужден постоянно летать в Нью-Йорк на эфир Saturday Night Live. Создатели опасались того, что им может помешать пристрастие к спиртному и наркотикам Белуши, но он держал себя в руках. Артисты по ночам устраивали попойки на манер их героев, поэтому для Белуши пришлось снять квартиру в городе, дабы удержать его от соблазна. В массовке картины принимали участие студенты и персонал Университета. Для большей аутентичности, чтобы они выглядели как студенты 1960-х, всю массовку пришлось коротко постричь.
Первая режиссёрская редакция оказалась длиной около 3 часов, второй вариант около 165 минут. В итоге лента была сокращена до 109 мин. Одна из наиболее длинных сцен, не вошедших в окончательную редакцию, стал футбольный матч между «Омегой» и «Дельтой». Другая значительная сцена: поход «Пинто» в публичный дом на его «первый раз» с женщиной. В первых вариантах персонаж «Блуто» имел значительно больше слов, но режиссёр пришёл к выводу что ему гораздо лучше передавать эмоции языком тела и присущей актёру богатой мимикой.

### Прокат
Предварительные просмотры комедии с фокус-группами оказались настолько успешны, что киностудия, поначалу относившаяся к ленте как к совершенно проходной, согласилась вложить некоторую сумму в рекламу. Первый показ для прессы состоялся в начале июля на выставке американской ассоциации книголюбов в Атланте, где собралось около 10 тысяч зрителей. Создатели оказались застигнуты врасплох такой популярностью, они не рассчитывали на такое количество зрителей и не предусмотрели соответствующее прокатное оборудование. Премьера картины состоялась в Нью-Йорке 28 июля 1978 года. Уже в первый день создатели столкнулись с аналогичной проблемой: кинотеатры были не способны вместить всех желающих. Возле касс кинотеатра Астор в Манхэттене собралось около 3000 желающих посмотреть картину и студия разрешила провести дополнительный сеанс.
В итоге «Зверинец», собрав около $140 млн во всемирном прокате, стал одной из самых кассовых лент 1978 года и самой коммерчески успешной комедией на тот момент времени в американском прокате. В годовом прокате она уступила только «Бриолину». В ноябре 1978 года две картины «Зверинец» и «Укуренные» собрали 23 % всего проката страны. Картину посмотрели 59,9 млн зрителей в США, 1,29 млн в Испании, 793,3 тыс. во Франции.

## Оценка

### Критика
Картина получила в целом положительные отзывы критики, которая не могла оставить без внимания её успех у зрительской аудитории. Крайне спорный художественный уровень картины вызвал соответствующие отзывы в рецензиях. Характерными были обороты «изумительно плохой вкус» и «очаровательно непристойно». Впрочем, для поклонников журнала National Lampoon в этом не было ничего нового. Роджер Эберт, поставив «Зверинцу» высшую оценку, отметил:

Картина вульгарна, похабна, непристойна, с юмором ниже пояса. Но это самая смешная комедия со времён «Продюсеров» Мела Брукса.
Оригинальный текст (англ.) The movie is vulgar, raunchy, ribald, and occasionally scatological. It is also the funniest comedy since Mel Brooks made «The Producers».
— 
Джанет Маслин (New York Times), обыграв название картины, нашла интересную аналогию. Она отметила, что картина похожа на своенравное и не до конца прирученное животное, с неповторимым диким чувством юмора. Продолжив тему, Роджер Эберт и рецензент Washington Post уделили основное внимание в рецензии образу, воплощенному на экране Джоном Белуши. Его «Блуто» похож на некую силу природы, которую невозможно удержать в рамках. Особенно иллюстративной оказалась сцена «Food Fight» в кафетерии и сцена в кабинете декана Уормера. Немногословные точные реплики, выразительная мимика, энергия, позволили ему легко удержать внимание аудитории. Запомнилась критикам и игра Тима Мэттисона («Бобер»), отыгрывающего отрицательную роль. Возможно не столь эффектная, но на уровне лучших образцов комедии. Специалисты сравнивали «Зверинец» и его актёрские работы, с молодым Джеком Леммоном в «Операции „Сумасшедший мяч“», которую можно назвать предтечей фильма Джона Лэндиса.
Недовольство у публики и у критиков вызвало то, что картина чрезмерно «мужская» и представляет несколько узкий взгляд на события. Женщины в картине играют второстепенную роль. Неосторожное расистское высказывание в адрес чернокожих музыкантов в университетском клубе (героиня упоминает «изучение примитивных культур») впоследствии также вменили в вину сценаристам картины.

### Культурное влияние
Специалисты назвали картину событием, новым словом и этапом в истории комедийного кинематографа США. Картина оказалась востребована аудиторией, благодаря удачному выбору времени действия, которое было ещё в памяти большинства. Начало 1960-х, до студенческих бунтов, убийства Кеннеди и Вьетнамской войны. Времени, когда студенческие городки ещё не были полем боя, а сохраняли атмосферу веселья и братства. Зрители нашли в сценарии картины отсылки к актуальным политическим вопросам, таким как Расстрел в Кентском университете, решение президента Гарри С. Трумэна об атомных бомбардировках Хиросимы и Нагасаки, скандал в администрации Ричарда Никсона, война во Вьетнаме и движение за гражданские права.
Картина стала основой для нового жанра, который иногда так и называют «animal house». Несмотря на ограниченный бюджет и текущие отраслевые тенденции «Зверинец» имел большой кассовый успех, послужив примером для создателей таких комедий как «Порки», «Полицейская академия», «Американский пирог», «Старая закалка» и ряда других. Белуши именно после «Зверинца» обрёл статус одного из самых востребованных комедийных актёров, вплоть до безвременной кончины в 1982 году. Комедия стала успешным стартом в карьере целой плеяды молодых актёров, в их числе: Кевин Бейкон, Тим Мэтисон, Карен Аллен, Том Халс. Привлечение драматических актёров и саундтрека, чтобы сделать комедию правдоподобной стало традиционным подходом к кинокомедии. Джон Хьюз, тогда сотрудник редакции журнала National Lampoon, вспоминал, как на премьерном просмотре «Зверинца» он окончательно решил, что станет режиссёром.
В 2001 году Библиотека Конгресса США, благодаря значительному культурному влиянию, включила картину в Национальный реестр фильмов. «Зверинец» также вошёл в список 100 самых смешных фильмов телеканалом «Браво», в список 100 лучших американских комедий Американского института киноискусства под № 36 (2000 год), в список 500 величайших фильмов всех времён журнала Empire (2008 год) и в список 1000 лучших фильмов газеты The New York Times.
По заявлению Allmusic, в этой картине увековечена сцена фрат-рока начала 1960-х.